# Ataenius attenuator
Ataenius attenuator är en skalbaggsart som beskrevs av Edgar von Harold 1874. Ataenius attenuator ingår i släktet Ataenius och familjen Aphodiidae. Inga underarter finns listade.